# François Brandt
François Antoine Brandt (ur. 29 grudnia 1874 w Zoeterwoude, zm. 4 lipca 1949 w Naarden) – holenderski wioślarz, medalista olimpijski.
François Brandt był uczestnikiem Letnich Igrzysk Olimpijskich 1900 w Paryżu, podczas których wraz z Roelofem Kleinem wywalczył złoty medal w konkurencji dwójek ze sternikiem (w finale sternikiem był nieznany z nazwiska francuski chłopiec, stąd MKOl uznaje tę osadę za drużynę mieszaną). W konkurencji ósemek ze sternikiem wraz ze swoją drużyną zajął 3. miejsce.
Studiował inżynierię lądową i do 1938 pracował dla kolei holenderskich. W tym roku został biskupem Belgii i Holandii kościoła liberalnokatolickiego.